# Bull Run (rivier)
De Bull Run is een 52 kilometer lange rivier in de Amerikaanse staat Virginia. Aan de oevers van de rivier is tijdens de Amerikaanse Burgeroorlog tot tweemaal toe zwaar slag werd geleverd. 
De eerste slag (ook wel de Eerste Slag bij Manassas, de naam die de Zuidelijke staten eraan gaven) vond plaats op 21 juli 1861. Deze slag had de primeur dat troepen per spoor werden afgeleverd aan het front. Het werd een groot succes voor de Geconfedereerden (= zuidelijke staten) die met 1900 eenheden Manassas Junction bereikten. De Geconfedereerden met 30.000 manschappen onder leiding van P.G.T. Beauregard dienden aan het leger van 40.000 Unionisten (onder leiding van McDowell) een grote nederlaag toe.
De tweede slag kwam er op 30 augustus 1862. Unionistische troepen onder generaal Pope vielen de Geconfedereerden onder generaal Thomas "Stonewall" Jackson aan. Maar 's avonds nam Jackson bij een tegenaanval 7000 Unionisten gevangen.